# Miguel Cabo Villaverde
Miguel Cabo Villaverde, nascido em Santiago de Compostela em 1970, é um historiador galego.

## Vida
É licenciado em História pela Universidade de Santiago de Compostela, onde se especializou na história agrária da Galiza. Também realizou estudos nas universidades de Bolonha e Bielefeld. É professor titular da USC.

## Obras
- Pensamento económico e agrarismo na primeira metade do século XX, 1997.
- O agrarismo, 1998.
- A estação de fitopatoloxía agrícola da Corunha, 1999.
- Imprensa agrária na Galiza, 2003.